# Талсинський район
Талсинський район (латис. Talsu rajons) - район Латвії (існував до 2009 року). Межував з Вентспілським, Кулдизьким та Тукумським районами Латвії.
Адміністративним центром району було місто Талси.
Площа району — 2 744 км².
| Латвія | Це незавершена стаття з географії Латвії. Ви можете допомогти проєкту, виправивши або дописавши її. |